# Temporada 1911 de las Grandes Ligas de Béisbol
La Temporada 1911 de las Grandes Ligas de Béisbol fue la undécima temporada de la Liga Americana y la octava con Serie Mundial. Los Philadelphia Athletics derrotaron a los New York Giants 4-2 para ganar la Serie Mundial.

## Estadísticas
|                        | \| Liga Americana[2] \| \| \| \| \| \| Club \| G \| P \| PG % \| GB \| \| Philadelphia Athletics \| 101 \| 50 \| .669 \| - \| \| Detroit Tigers \| 89 \| 65 \| .578 \| 13.5 \| \| Cleveland Naps \| 80 \| 73 \| .523 \| 22.0 \| \| Boston Red Sox \| 78 \| 75 \| .510 \| 24.0 \| \| Chicago White Sox \| 77 \| 74 \| .510 \| 24.0 \| \| New York Highlanders \| 76 \| 76 \| .500 \| 25.5 \| \| Washington Senators \| 64 \| 90 \| .416 \| 38.5 \| \| St. Louis Browns \| 45 \| 107 \| .296 \| 56.5 \| |     |      |      |
| Liga Americana         | |     |      |      |
| Club                   | G | P   | PG % | GB   |
| Philadelphia Athletics | 101 | 50  | .669 | -    |
| Detroit Tigers         | 89 | 65  | .578 | 13.5 |
| Cleveland Naps         | 80 | 73  | .523 | 22.0 |
| Boston Red Sox         | 78 | 75  | .510 | 24.0 |
| Chicago White Sox      | 77 | 74  | .510 | 24.0 |
| New York Highlanders   | 76 | 76  | .500 | 25.5 |
| Washington Senators    | 64 | 90  | .416 | 38.5 |
| St. Louis Browns       | 45 | 107 | .296 | 56.5 |

|                          | \| Liga Nacional[3] \| \| \| \| \| \| Club \| G \| P \| PG % \| GB \| \| New York Giants \| 99 \| 54 \| .647 \| - \| \| Chicago Cubs \| 92 \| 62 \| .597 \| 7.5 \| \| Pittsburgh Pirates \| 85 \| 69 \| .552 \| 14.5 \| \| Philadelphia Phillies \| 79 \| 73 \| .520 \| 19.5 \| \| St. Louis Cardinals \| 75 \| 74 \| .503 \| 22.0 \| \| Cincinnati Reds \| 70 \| 83 \| .458 \| 29.0 \| \| Brooklyn Trolley Dodgers \| 64 \| 86 \| .427 \| 33.5 \| \| Boston Rustlers \| 44 \| 107 \| .291 \| 54.0 \| |     |      |      |
| Liga Nacional            | |     |      |      |
| Club                     | G | P   | PG % | GB   |
| New York Giants          | 99 | 54  | .647 | -    |
| Chicago Cubs             | 92 | 62  | .597 | 7.5  |
| Pittsburgh Pirates       | 85 | 69  | .552 | 14.5 |
| Philadelphia Phillies    | 79 | 73  | .520 | 19.5 |
| St. Louis Cardinals      | 75 | 74  | .503 | 22.0 |
| Cincinnati Reds          | 70 | 83  | .458 | 29.0 |
| Brooklyn Trolley Dodgers | 64 | 86  | .427 | 33.5 |
| Boston Rustlers          | 44 | 107 | .291 | 54.0 |

## Serie Mundial 1911
|  | Serie Mundial          |                        |   |  |
|  |                        |                        |   |  |
|  | New York Giants        | New York Giants        | 2 |  |
|  | New York Giants        | New York Giants        | 2 |  |
|  | Philadelphia Athletics | Philadelphia Athletics | 4 |  |
|  | Philadelphia Athletics | Philadelphia Athletics | 4 |  |

|                                                                |
| Campeón de las Grandes Ligas Philadelphia Athletics 2.º título |